# Wesley (Fußballspieler, 1981)
Wesley (geboren am 10. November 1981 in Itapagipe; voller Name Wesley Barbosa de Morais) ist ein brasilianischer Fußballspieler.

## Karriere
Der 1,75 Meter große Stürmer begann seine Karriere 2002 beim Verein Barretos EC, bei welchem er bis 2009 7 Jahre unter Vertrag stand. In den letzten fünf Jahren wurde er von den Vereinen Itumbiara EC, Rio Preto EC und Mirassol FC ausgeliehen. 2009 kündigte er den Vertrag beim Verein Barretos und ging für die Saison 2009 nach Südkorea zum Verein Jeonnam Dragons. Nach nur einer Saison kehrte er wieder nach Brasilien zurück und unterzeichnete einen Vertrag beim Verein Grêmio Barueri. Am 20. Dezember 2010 wurde bekannt, dass er zum Verein Atlético Mineiro wechselt. In den Jahren 2012 und 2013 wurde er von den Vereinen Atlético Goianiense und vom südkoreanischen Verein Gangwon FC ausgeliehen. 2014 unterschrieb er zuerst einen Vertrag beim Verein Figueirense FC und später unterzeichnete er einen beim Verein Mirassol FC. Seit 2015 steht er beim Verein AD São Caetano unter Vertrag.